# Bob Kehoe
Robert „Bob“ Kehoe (* 7. Juni 1928 in St. Louis, Missouri; † 4. September 2017) war ein US-amerikanischer Baseball- und Fußballspieler sowie späterer Fußballtrainer. Kahoe war 1965 Kapitän und während der WM-Qualifikation 1974 Trainer der Fußballnationalmannschaft der Vereinigten Staaten.
Bob Kehoe spielte in der High School Fußball, wurde aber nach dem Abschluss Baseballprofi. Er spielte für verschiedene Farmteams der Philadelphia Phillies, schaffte es in den Minor Leagues aber nur bis in die B-Klasse. Ab 1949 spielte er für St. Louis Kutis S.C., mit dem er 1954 das Finale des US-Fußball-Pokals erreichte, aber auch verlor. Am Ende seiner aktiven Zeit spielte er 1968 in der neugegründeten NASL für die St. Louis Stars, bevor er 1969 Trainer des Teams wurde.
1965 nahm Kehoe als Kapitän der US-Auswahl an der Qualifikation zur Fußball-WM 1966 teil; die vier Spiele blieben seine einzigen A-Länderspiele.
1972 berief der US-Verband Kehoe als Nachfolger von Gordon Jago zum Nationalcoach für die Qualifikation zur Fußball-WM 1974 in Deutschland. Die Vereinigten Staaten wurden hinter Mexiko und Kanada Gruppenletzter. Im letzten Spiel, einem Heimspiel gegen Mexiko in Kalifornien, sorgten Unfähigkeit des Verbandes und einige Verletzungen dafür, dass Kehoe nur noch zehn Feldspieler zur Verfügung standen. Ein zufällig schon zwei Stunden vor Anpfiff im Stadion anwesender, auf das Spiel als Zuschauer wartender Spieler aus New York wurde kurzfristig für das Team USA verpflichtet; Barney Djordjevic kam so zu seinem einzigen Länderspiel. Zwei weitere Spieler – Dieter Ficken und Fred Kovacs – konnten aber noch kurz vor dem Anpfiff eingeflogen werden und kamen ebenfalls zu ihrem Nationalmannschaftsdebüt.
Später war Kehoe von 1973 bis 1983 Trainer der High School in Granite City, darauf Chefcoach der Fußballteams der Anheuser-Busch-Brauerei und bis Ende der 1980er Jahre Fußball-Fernseh- und -Radiokommentator in St. Louis.
Bob Kehoe wurde 2002 in die Missouri Sports Hall of Fame und 1989 in die US-Soccer Hall of Fame aufgenommen.